# 陈燕萍
陈燕萍（1964年—），江苏盐城人，汉族，中华人民共和国政治人物、第十一届全国人民代表大会江苏地区代表。
毕业于中央广播电视大学法学专业，是中國共產黨党员。担任江苏省靖江市人民法院江阴园区人民法庭副庭长。2008年起担任全国人大代表。